# Le Vigeant
Pour la commune du Cantal, voir Le Vigean.
Le Vigeant est une commune du Centre-Ouest de la France, située dans le département de la Vienne en région Nouvelle-Aquitaine.

## Géographie

### Géologie et relief
La région de Le Vigeant présente un paysage de plaines vallonnées plus ou moins boisées, de bocages et de vallées.
Le paysage de bocage dans le département de la Vienne se caractérise par des champs cultivés ou des prés  enclos par des haies avec des alignements plus ou moins continus d'arbres et arbustes. Ces haies si caractéristiques contribuent à une meilleure qualité des eaux, permettent son infiltration et protègent ainsi contre l'érosion des sols. Elles constituent des zones de refuge pour la biodiversité. Elles ont, aussi, un rôle de régulation climatique et de nombreux intérêts agronomiques (brise vent, protection du bétail...). Toutefois, avec la modification des pratiques agricoles (intensification et simplification des cultures, utilisation massive d'herbicides, mécanisation) et les remembrements fonciers à partir des années 1950, elles ont laissé la place à un espace plus ouvert et sont menacées de nos jours
Le terroir se compose d'argile à silex, de terres de brandes et de bornais (ce sont des sols brun clair sur limons, profonds et humides, à tendance siliceuse) pour respectivement 28 %, 26 % et 27 % situés sur les plateaux du seuil du Poitou, de terrasses alluviales pour 13 %, de vallées étroites et encaissées pour 4 %. Des groies superficielles pour 1 % se trouve dans les plaines calcaires. Les groies sont des terres du sud-ouest de la France, argilo-calcaires, peu profondes  - en général de moins de 50 cm d’épaisseur – et  plus ou moins riches en cailloux. Elles sont fertiles et saines et donc, propices à la polyculture céréalière mais elles s’assèchent vite. 1 % est recouvert par la bourg.
La lande est, ici, de type atlantique: elle est souvent dominée par la Bruyère arborescente et l’Ajonc d’Europe qui constituent un couvert difficilement pénétrable pouvant atteindre 3 m de hauteur. Dans ce cas, la lande prend le nom régional de « brandes ». C’est un espace issu de la dégradation et de l’exploitation intensive de la forêt originelle. La lande couvrait jusqu’à la fin du XIXe siècle plusieurs dizaines de milliers d’hectares (90 000 hectares pour le département de la Vienne vers 1877). Cette terre a été largement mise en culture à la suite de défrichements ou boisée avec du pin maritime. Il s’agit maintenant d’espaces marginaux et menacés car considérés comme « improductifs ». Pourtant, la lande joue un rôle majeur pour une biodiversité qui s’est adaptée et a survécu en leur sein et il s’agit également d’un espace refuge pour de nombreuses espèces de mammifères.
En 2006, 90 % de la superficie de la commune était occupée par l'agriculture, 7 % par des forêts et des milieux semi-naturels, 1 % par des surfaces en eau et 2 % par des zones construites et aménagées par l'homme (voirie).
La forêt privée représente, en 2007, 828 hectares soit 13 % du territoire communal. Les espaces boisés sur le territoire communal contribuent à assurer des fonctions de production (bois d’œuvre mais aussi bois énergie), de protection (espèces, qualité des eaux) et sociales (accueil du public). Les forêts les plus anciennes ou implantées dans des conditions écologiques particulières (pentes, bords de cours d'eau...) abritent en général la biodiversité la plus forte. Mais, au cours de l’histoire, pour répondre aux besoins d'une population rurale importante, la forêt poitevine a été intensément défrichée et surexploitée jusqu’à la révolution industrielle. Environ la moitié des forêts actuelles du Poitou n'existait pas il y a 200 ans.

### Communes limitrophes
| Usson-du-Poitou    | Queaux             | Moussac                |
| Saint-Martin-l'Ars | du Vigeant         | L'Isle-Jourdain Millac |
|                    | Availles-Limouzine |                        |

### Hydrographie
La commune est traversée par 12 km de cours d'eau, avec comme rivière principale la Vienne sur une longueur de 8 km.

### Climat
Le climat qui caractérise la commune est qualifié, en 2010, de « climat océanique altéré », selon la typologie des climats de la France qui compte alors huit grands types de climats en métropole. En 2020, la commune ressort du même type de climat dans la classification établie par Météo-France, qui ne compte désormais, en première approche, que cinq grands types de climats en métropole. Il s’agit d’une zone de transition entre le climat océanique, le climat de montagne et le climat semi-continental. Les écarts de température entre hiver et été augmentent avec l'éloignement de la mer. La pluviométrie est plus faible qu'en bord de mer, sauf aux abords des reliefs.
Les paramètres climatiques qui ont permis d’établir la typologie de 2010 comportent six variables pour les températures et huit pour les précipitations, dont les valeurs correspondent à la normale 1971-2000. Les sept principales variables caractérisant la commune sont présentées dans l'encadré ci-après.
| Paramètres climatiques communaux sur la période 1971-2000 - Moyenne annuelle de température : 11,7 °C - Nombre de jours avec une température inférieure à −5 °C : 2,9 j - Nombre de jours avec une température supérieure à 30 °C : 5,9 j - Amplitude thermique annuelle : 14,9 °C - Cumuls annuels de précipitation : 852 mm - Nombre de jours de précipitation en janvier : 11,7 j - Nombre de jours de précipitation en juillet : 7 j |

Avec le changement climatique, ces variables ont évolué. Une étude réalisée en 2014 par la Direction générale de l'Énergie et du Climat complétée par des études régionales prévoit en effet que la  température moyenne devrait croître et la pluviométrie moyenne baisser, avec toutefois de fortes variations régionales. La station météorologique de Météo-France installée sur la commune et mise en service en 1991 permet de connaître en continu l'évolution des indicateurs météorologiques. Le tableau détaillé pour la période 1981-2010 est présenté ci-après.
| Mois                                  | jan.           | fév.           | mars           | avril         | mai           | juin          | jui.          | août          | sep.          | oct.          | nov.           | déc.           | année      |
| ------------------------------------- | -------------- | -------------- | -------------- | ------------- | ------------- | ------------- | ------------- | ------------- | ------------- | ------------- | -------------- | -------------- | ---------- |
| Température minimale moyenne (°C)     | 1,7            | 1,4            | 3,1            | 5,1           | 8,9           | 11,8          | 13,2          | 13,2          | 10            | 8,2           | 4              | 1,9            | 6,9        |
| Température moyenne (°C)              | 5,2            | 5,8            | 8,5            | 10,8          | 14,9          | 18            | 19,8          | 20            | 16,3          | 13            | 8,1            | 5,3            | 12,2       |
| Température maximale moyenne (°C)     | 8,7            | 10,3           | 13,9           | 16,4          | 20,9          | 24,3          | 26,5          | 26,8          | 22,5          | 17,8          | 12             | 8,6            | 17,4       |
| Record de froid (°C) date du record   | −11,8 09.01.09 | −16,7 09.02.12 | −11,2 01.03.05 | −5,3 04.04.96 | −1,4 14.05.95 | 3,1 01.06.11  | 5,8 13.07.93  | 3 30.08.93    | −0,6 25.09.02 | −4,5 30.10.97 | −10,7 22.11.93 | −13,9 19.12.09 | −16,7 2012 |
| Record de chaleur (°C) date du record | 18,1 05.01.99  | 25,8 27.02.19  | 26,2 31.03.21  | 30,8 30.04.05 | 32,9 30.05.01 | 37,9 21.06.17 | 40,8 23.07.19 | 40,2 07.08.20 | 36 14.09.20   | 29,7 12.10.01 | 24,3 08.11.15  | 19,2 07.12.00  | 40,8 2019  |
| Précipitations (mm)                   | 64,1           | 50,7           | 52,7           | 65,5          | 67,1          | 66            | 57,6          | 57,6          | 62,7          | 80,6          | 75,4           | 76,9           | 776,9      |

## Urbanisme

### Typologie
Au 1er janvier 2024, Le Vigeant est catégorisée commune rurale à habitat dispersé, selon la nouvelle grille communale de densité à sept niveaux définie par l'Insee en 2022.
Elle est située hors unité urbaine et hors attraction des villes,.

### Occupation des sols
L'occupation des sols de la commune, telle qu'elle ressort de la base de données européenne d’occupation biophysique des sols Corine Land Cover (CLC), est marquée par l'importance des territoires agricoles (87,1 % en 2018), en diminution par rapport à 1990 (91,1 %). La répartition détaillée en 2018 est la suivante : 
terres arables (49 %), prairies (20,4 %), zones agricoles hétérogènes (17,6 %), forêts (6,8 %), eaux continentales (2,1 %), zones urbanisées (1 %), espaces verts artificialisés, non agricoles (1 %), milieux à végétation arbustive et/ou herbacée (0,9 %), mines, décharges et chantiers (0,8 %), zones industrielles ou commerciales et réseaux de communication (0,4 %). L'évolution de l’occupation des sols de la commune et de ses infrastructures peut être observée sur les différentes représentations cartographiques du territoire : la carte de Cassini (XVIIIe siècle), la carte d'état-major (1820-1866) et les cartes ou photos aériennes de l'IGN pour la période actuelle (1950 à aujourd'hui).

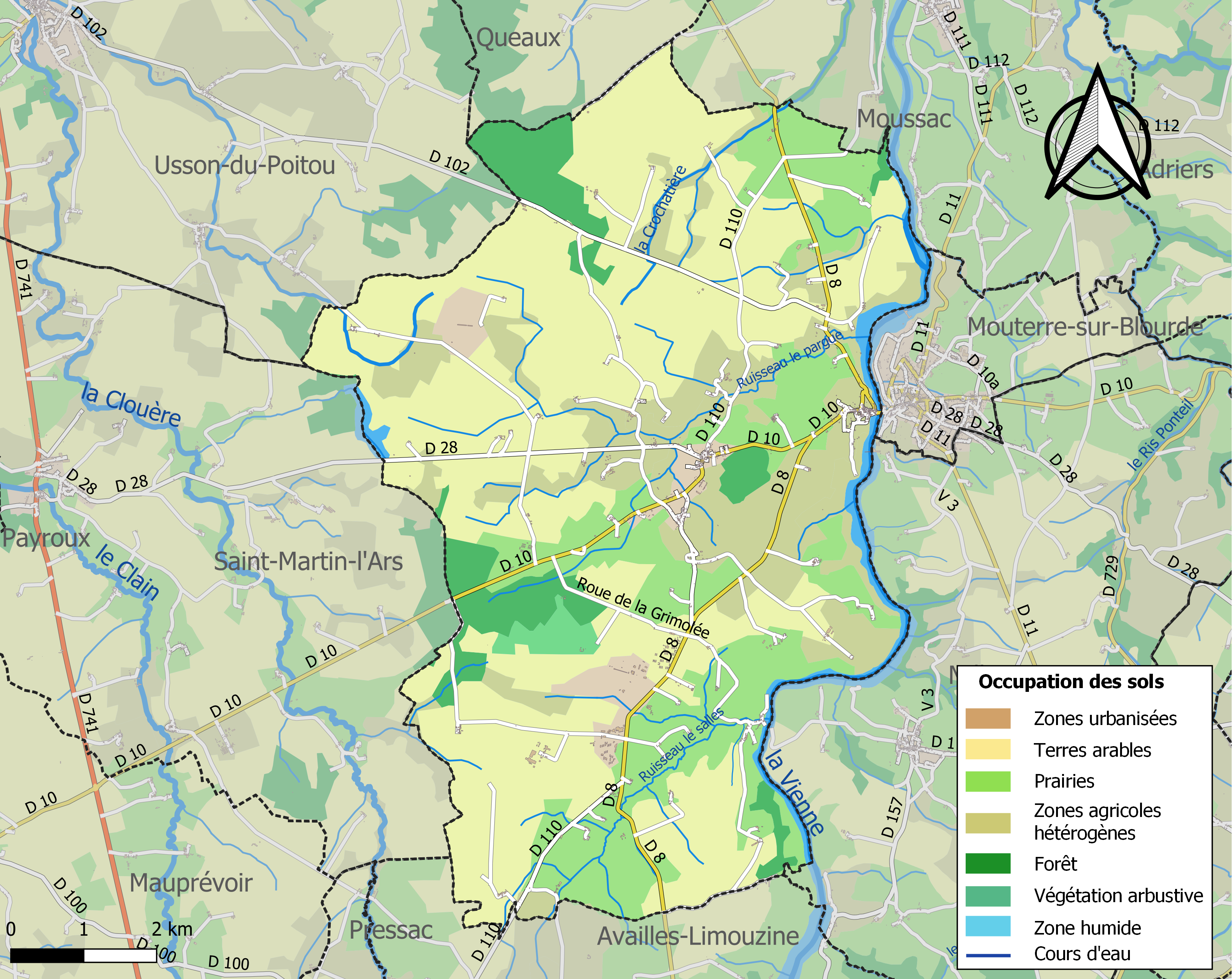
Carte des infrastructures et de l'occupation des sols de la commune en 2018 (CLC).

### Risques majeurs
Le territoire de la commune du Vigeant est vulnérable à différents aléas naturels : météorologiques (tempête, orage, neige, grand froid, canicule ou sécheresse), inondations, mouvements de terrains et séisme (sismicité faible). Il est également exposé à deux risques technologiques,  le transport de matières dangereuses et la rupture d'un barrage, et à un risque particulier : le risque de radon. Un site publié par le BRGM permet d'évaluer simplement et rapidement les risques d'un bien localisé soit par son adresse soit par le numéro de sa parcelle.

#### Risques naturels
Certaines parties du territoire communal sont susceptibles d’être affectées par le risque d’inondation par débordement de cours d'eau, notamment la Vienne et le ruisseau des Pluches. La commune a été reconnue en état de catastrophe naturelle au titre des dommages causés par les inondations et coulées de boue survenues en 1982, 1993, 1999, 2009, 2010 et 2021,. Le risque inondation est pris en compte dans l'aménagement du territoire de la commune par le biais du plan de prévention des risques inondation (PPRI) de la « vallée de la Vienne "amont" - Section Availles-Limouzine/Valdivienne », approuvé le 24 décembre 2009 et par le PPRI « Vienne Communauté de Communes Vienne et Gartempe (CCVG) », prescrit le 28 janvier 2021.

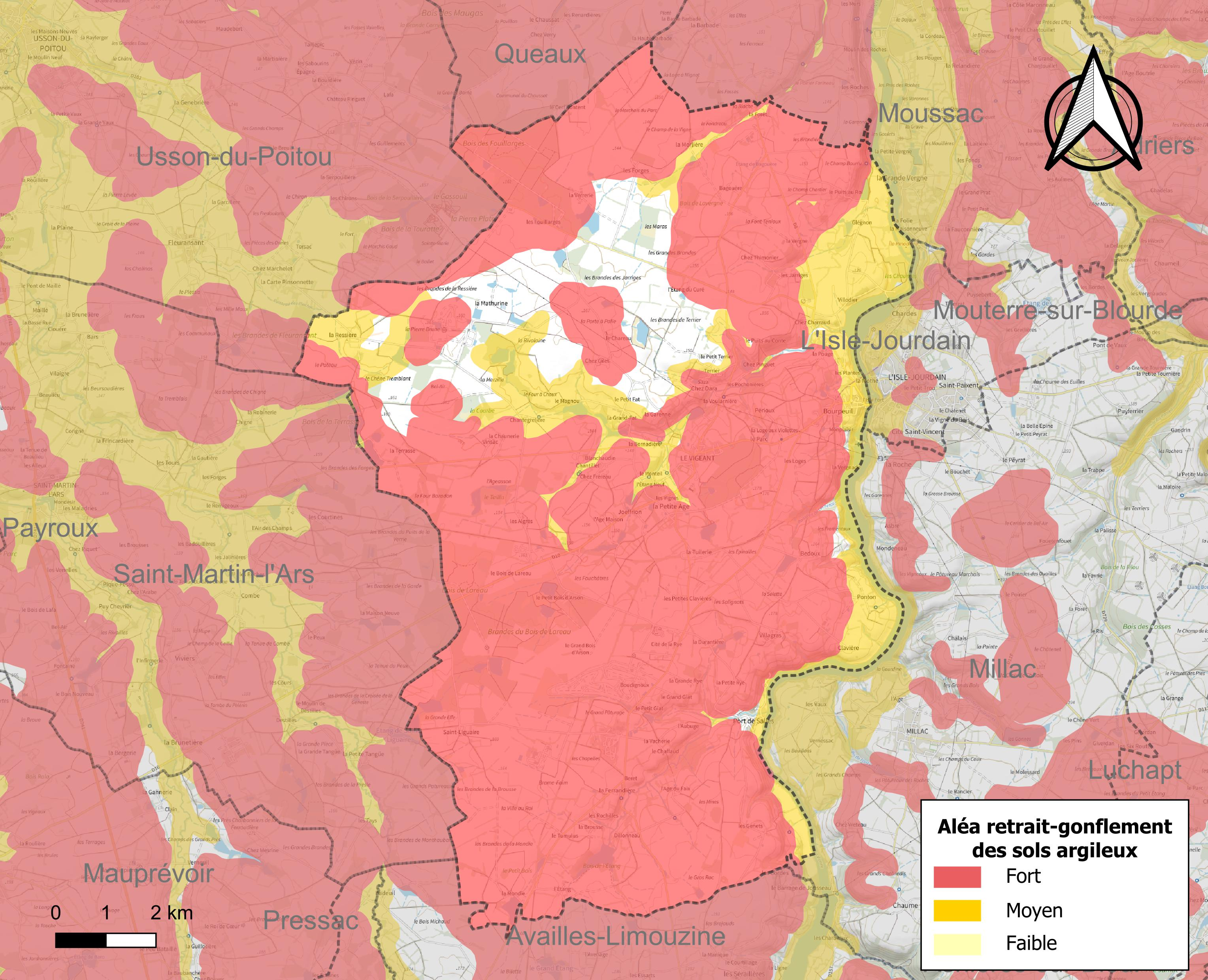
Carte des zones d'aléa retrait-gonflement des sols argileux du Vigeant.

Les mouvements de terrains susceptibles de se produire sur la commune sont des tassements différentiels. Le retrait-gonflement des sols argileux est susceptible d'engendrer des dommages importants aux bâtiments en cas d’alternance de périodes de sécheresse et de pluie. 90,4 % de la superficie communale est en aléa moyen ou fort (79,5 % au niveau départemental et 48,5 % au niveau national). Depuis le 1er octobre 2020, en application de la loi ÉLAN, différentes contraintes s'imposent aux vendeurs, maîtres d'ouvrages ou constructeurs de biens situés dans une zone classée en aléa moyen ou fort,.
La commune a été reconnue en état de catastrophe naturelle au titre des dommages causés par la sécheresse en 2020 et par des mouvements de terrain en 1999 et 2010.

#### Risque technologique
La commune est en outre située en aval des barrages de Lavaud-Gelade et de Vassivière dans la Creuse, des ouvrages de classe A. À ce titre elle est susceptible d’être touchée par l’onde de submersion consécutive à la rupture d'un de ces ouvrages.

#### Risque particulier
Dans plusieurs parties du territoire national, le radon, accumulé dans certains logements ou autres locaux, peut constituer une source significative d’exposition de la population aux rayonnements ionisants. Selon la classification de 2018, la commune du Vigeant est classée en zone 3, à savoir zone à potentiel radon significatif.

## Toponymie
Le nom du village proviendrait du latin vicanum qui dérive de vicus qui signifie « bourg », « village ».

## Histoire
Le Vigeant était un prieuré-cure dépendant de l'abbaye de Lesterps située en Charente.
Au XIXe siècle, une ligne de chemin de fer reliait la commune de Saint-Saviol à celle de Lussac-les-Châteaux en desservant Civray (Vienne). Cette voie unique était longue de 64 km. Elle fut construite en plusieurs étapes par la Compagnie PO (Paris-Orléans). La première étape : la section Saint-Savio l- Civray - Charroux (Vienne), longue de 17 km a été inaugurée le 15 novembre 1886. La deuxième portion : Charroux - Le Vigeant - Lussac-les-Châteaux, longue de 47 km, fut mise en service cinq ans plus tard soit le 10 août 1891.
De violents combats ont lieu entre les FFI et la Wehrmacht à l’été 1944. Le 4 août 1944, les maquis Adolphe et Joël, composés de jeunes inexpérimentés, membres des FFI, accrochent, à proximité du Vigeant une colonne de la Wehrmacht qui remonte vers la Normandie pour contrecarrer les Alliés qui viennent d’y débarquer, le 6 juin. Cette colonne est encadrée par la Milice. Le combat est inégal, entre des maquisards sous-équipés et une armée expérimentée et bien armée. 18 résistants, âgés de 18 à 26 ans, trouvent la mort, deux autres sont tués lors d’une embuscade près de Persac. Les troupes allemandes investissent Le Vigeant et s’y livrent à des représailles. Des maisons sont pillées et incendiées. 22 civils sont exécutés. Le plus vieux a 73 ans et le plus jeune 17 mois. Onze otages sont contraints d’attendre la mort toute l’après-midi, à genoux, en plein soleil, le long du mur d’une mare desséchée. Ils sont fusillés vers 17 h. De nos jours, ce mur qui sert de soubassement au mémorial des Fusillés, porte encore les traces et impacts des balles.
Le site militaire de la Rye, situé sur le territoire de la commune, à l’origine centre de pyrotechnie et de munitions à la fin des années 1930, accueillera ensuite des soldats malgaches, puis allemands dans les années 1940. Il sera plus tard une prison de droit commun, avant d'accueillir ensuite des réfugiés : des Indochinois en 1956, des Hongrois en 1957, puis des harkis  en 1962 dans le contexte de la fin de la guerre d’Algérie, pour servir de camp de transit et de reclassement, abritant alors un centre de formation pour jeunes adultes. Depuis 1991, il est utilisé comme centre de réinsertion pour jeunes délinquants.

## Héraldique
| Blason de Le Vigeant | Blason  | Écartelé : au 1er de gueules à deux fasces d'or enfermant trois bandes du même, au 2e losangé d'or et de gueules, au 3e de gueules à la fleur de lis d'or, au 4e de gueules à la merlette d'or ; au filet d'argent en fasce brochant sur le trait du coupé ; sur le tout, d'argent à trois besants d'or. |
| Blason de Le Vigeant | Détails | Le statut officiel du blason reste à déterminer. |

## Politique et administration

### Liste des maires
| Période                                  | Période   | Identité         | Étiquette | Qualité |
| ---------------------------------------- | --------- | ---------------- | --------- | ------- |
| mars 2001                                | mars 2007 | Pierre Gourmelon |           |         |
| mars 2007                                | mars 2014 | Christine Sirot  |           |         |
| mars 2014                                | En cours  | Pierre Gourmelon |           |         |
| Les données manquantes sont à compléter. |           |                  |           |         |

### Instances judiciaires et administratives
La commune relève du tribunal d'instance de Poitiers, du tribunal de grande instance de Poitiers, de la cour d'appel  de Poitiers, du tribunal pour enfants de Poitiers, du conseil de prud'hommes de Poitiers, du tribunal de commerce de Poitiers, du tribunal administratif de Poitiers et de la cour administrative d'appel  de  Bordeaux, du tribunal des pensions de Poitiers, du tribunal des affaires de la Sécurité sociale de la Vienne, de la cour d’assises de la Vienne.

## Démographie
L'évolution du nombre d'habitants est connue à travers les recensements de la population effectués dans la commune depuis 1793. Pour les communes de moins de 10 000 habitants, une enquête de recensement portant sur toute la population est réalisée tous les cinq ans, les populations de référence des années intermédiaires étant quant à elles estimées par interpolation ou extrapolation. Pour la commune, le premier recensement exhaustif entrant dans le cadre du nouveau dispositif a été réalisé en 2004.

En 2022, la commune comptait 656 habitants, en évolution de −8,38 % par rapport à 2016 (Vienne : +0,6 %, France hors Mayotte : +2,11 %).
| 1793  | 1800 | 1806  | 1821  | 1831  | 1836  | 1841  | 1846  | 1851  |
| ----- | ---- | ----- | ----- | ----- | ----- | ----- | ----- | ----- |
| 1 252 | 990  | 1 115 | 1 258 | 1 334 | 1 288 | 1 458 | 1 482 | 1 623 |

| 1856  | 1861  | 1866  | 1872  | 1876  | 1881  | 1886  | 1891  | 1896  |
| ----- | ----- | ----- | ----- | ----- | ----- | ----- | ----- | ----- |
| 1 710 | 1 735 | 1 800 | 1 814 | 1 860 | 1 929 | 2 001 | 1 995 | 2 068 |

| 1901  | 1906  | 1911  | 1921  | 1926  | 1931  | 1936  | 1946  | 1954  |
| ----- | ----- | ----- | ----- | ----- | ----- | ----- | ----- | ----- |
| 2 020 | 2 067 | 1 972 | 1 861 | 1 749 | 1 597 | 1 472 | 1 477 | 1 492 |

| 1962  | 1968  | 1975  | 1982 | 1990 | 1999 | 2004 | 2006 | 2009 |
| ----- | ----- | ----- | ---- | ---- | ---- | ---- | ---- | ---- |
| 1 283 | 1 401 | 1 215 | 997  | 828  | 777  | 776  | 749  | 683  |

| 2014 | 2019 | 2022 | - | - | - | - | - | - |
| ---- | ---- | ---- | - | - | - | - | - | - |
| 717  | 676  | 656  | - | - | - | - | - | - |

En 2008, selon l’INSEE, la densité de population de la commune était de 11 hab./km2, 61 hab./km2 pour le département, 68 hab./km2 pour la région Poitou-Charentes et 115 hab./km2 pour la France.
La diminution de 4 % de la population de la commune de 1999 à 2006 s’intègre dans une évolution générale à l’ensemble des communes rurales du département de la Vienne. Les zones rurales perdent de leurs habitants au profit d’une vaste région circonscrite autour des deux grandes métropoles du département : Poitiers et Châtellerault, et plus particulièrement au profit des cantons limitrophes de la préfecture.

## Économie

### Agriculture
Selon la direction régionale de l'Alimentation, de l'Agriculture et de la Forêt de Poitou-Charentes, il n'y a plus que 41 exploitations agricoles en 2010 contre 61 en 2000.
Les surfaces agricoles utilisées ont diminué et sont passées de 4 858 hectares en 2000 à 4 085 hectares en 2010 dont 367 sont irrigables.
31 % des surfaces agricoles sont destinées à la culture des céréales (blé tendre essentiellement mais aussi orges et maïs), 13 % pour les oléagineux (colza et tournesol), 1 % pour les protéagineux, 39 % pour le fourrage et 12 % reste en herbe. En 2000, 4 hectares (2 hectares en 2010) étaient consacrés à la vigne.
12 exploitations en 2010 (contre 31 en 2000) abritent un élevage de bovins (1 428 têtes en 2010 contre 913 têtes en 2000). C’est un des troupeaux de bovins les plus importants de la Vienne qui rassemblent 48 000 têtes en 2011.
20 exploitations en 2010 (contre 31 en 2000) abritent un élevage d'ovins (11 466 têtes en 2010 contre 11 960 têtes en 2000). C'est un des troupeaux les plus importants du département de la Vienne. En 2011, le nombre de têtes dans le département de la Vienne était de 214 300.
L'élevage de volailles a connu une baisse : 772 têtes en 2000 réparties sur 27 fermes contre 108 têtes en 2010 réparties sur quatre fermes.
Les élevages de caprins ont disparu au cours de cette décennie. Cette disparition est révélatrice de l’évolution qu’a connu, en région Poitou-Charentes, cet élevage au cours des deux  dernières décennies: division par trois du nombre d’exploitations, augmentation des effectifs moyens par élevage (38 chèvres en 1988, 115 en 2000), division par 10 des chèvreries de  10 à 50 chèvres qui représentaient 50 % des troupeaux en 1988, et multiplication par 6 des élevages de plus de 200 chèvres qui regroupent, en 2000, 45 % du cheptel. Cette évolution a principalement pour origine la crise de surproduction laitière de 1990-1991 qui, en parallèle des mesures incitatives, a favorisé des départs d’éleveurs en préretraite.

### Industrie
Le pôle mécanique du Val de Vienne au Vigeant a été créé à l'initiative du conseil général et de la communauté de communes du Montmorillonnais en 2004 et labellisé, par l'État, pôle d'excellence rurale en 2006.
Le Pôle mécanique vise l'excellence industrielle et technologique. Son atout principal est son matériel de test en évolution : un banc de torsion et un banc de test de fatigue semblable à ceux des grands constructeurs automobiles. L'accès à ces bancs permet aux entreprises de maîtriser les risques en intégrant dans la conception de leurs produits des tests aux meilleurs coûts.

### Développement durable
La commune accueille l'une des 5 installations de stockage de déchets non dangereux d'une capacité de 150 000 tonnes. La capacité des cinq sites est de 474 000 tonnes en 2011.

## Culture locale et patrimoine

### Lieux et monuments

#### Patrimoine civil
- Un monument est élevé en mémoire du massacre du 4 août 1944 commis par des Allemands.
- Le circuit du Val de Vienne, un circuit destiné aux sports mécaniques situé sur la commune.

#### Patrimoine religieux
- Le dolmen du Grand-Fâ, très abîmé, subsiste encore à la ferme du même nom. Avec le développement de l'agriculture intensive, et surtout à partir de 1955, date du début du remembrement, nombre de dolmens ont été démantelés. Le dolmen, lieu à caractère sacré et religieux était utilisé comme sépulture collective. À l'origine, ce dolmen était recouvert de pierres et de terre pour former une butte artificielle appelée tumulus. Une entrée permettait d'y accéder pour y placer les morts. Érodée par le temps et la pluie, la butte s'est dégradée et seules les plus grosses pierres sont restées. Les tumulus de Bougon dans le département voisin des Deux-Sèvres permettent de se donner une idée de ce que devait être ces sites à la Préhistoire.
- L'église Saint-Georges date du XIe siècle. Son clocher est classé Monument Historique depuis 1907[42]. Les deux nefs flamboyantes de l'édifice sont précédées d'un massif clocher-porche de style roman avec un beau portail à voussure polybée. À l'intérieur, on peut voir une pierre tombale du XVIe siècle et un très beau gisant du XVe siècle. Lors de sa découverte en 1860, on attribua au gisant des pouvoirs magiques. La population s'empressa de la réduire en poudre. Le curé intervint et fit ré-enterrer l'homme de pierre afin de le protéger et de faire cesser ces pratiques bien païennes.

#### Patrimoine naturel

##### Le bois de Lareau
Le bois de Lareau est un site classé zone naturelle d’intérêt écologique, faunistique et floristique (ZNIEFF). Il est situé dans le Sud-Est du département, entre  deux cours d’eau : la Vienne et la Clouère. C’est un petit massif forestier de 300 hectares qui occupe un plateau limoneux d’argiles. Ses sols sont profonds mais acides et hydromorphes. Sur ces sols connus sous le nom vernaculaire de "bornais" poussent essentiellement le Chêne sessile et le Chêne pédonculé. En sous-strate, le Houx est fréquent, accompagné du Charme et, localement, du Tremble. La partie est du massif est occupée, quant à elle, par une lande à Bruyère à balais ou « brande » qui ceinture un étang peu profond aux eaux acides et pauvres en nutriments. Ce site à la structure complexe abrite une grande diversité d’espèces végétales et animales ; ce qui justifie sont classement.
Les eaux peu profondes de l’étang, pauvres en nutriments mais riches en particules issues de la matière organique mal décomposée, abritent une flore spécialisée comprenant plusieurs plantes rares comme  le Jonc hétérophylle qui est un jonc d’aspect très particulier, aux épaisses feuilles noueuses flottantes, repéré seulement dans quelques rares sites poitevins, ou l’Utriculaire citrine, une plante carnivore aux feuilles transformées en urnes-pièges capables de capturer des micro-invertébrés aquatiques.
Par ailleurs, les fluctuations saisonnières du plan d’eau  recouvrent et découvrent des plages sablo-limoneuses qui sont colonisées par diverses plantes adaptées à ces contraintes spécifiques. C’est là que se développe un fin gazon de plantes annuelles fugaces et éphémères, toujours rares, comme la centenille naine ou la cicendie filiforme et la cicendie fluette.
La lande alentour héberge elle aussi plusieurs espèces rares, certaines à affinités plutôt montagnardes comme le Nard raide, d’autres résolument atlantiques ou thermophiles comme la Phalangère à fleurs de lis ou la Violette laiteuse.
Il est possible aussi d’admirer d’autres plantes protégées comme :
- Germandrée des marais,
- Grande Naïade,
- Gratiole officinale,
- Laîche puce,
- Pilulaire à globules,
- Potamot hétérophylle,
- Vesce de Cassubie.

L’avifaune comprend six espèces d’oiseaux protégés nationalement. Certains sont propres à l’habitat marécageux comme le héron pourpré qui est seulement de passage ou quelques bruants des roseaux nicheurs. Le milieu boisé et les lisières forestières abritent le Pouillot fitis et le Bouvreuil pivoine, deux passereaux peu communs en Poitou-Charentes ainsi que le Milan noir, un rapace peu répandu en dehors des grandes zones humides littorales. Exceptionnellement, des Pie-grièche écorcheurs peuvent se  reproduire également en lisière, où ces passereaux migrateurs se nourrissent  des gros insectes qui sont présents dans les milieux herbacés alentour.

##### L'étang de la Mondie
L’étang de la Mondie est une zone classée d’intérêt écologique, faunistique et floristique (ZNIEFF). L’étang et ses environs immédiats (prairie humide, saulaie) d’une dizaine d’hectares est à cheval sur les communes de Le Vigeant et d’Availles-Limouzine. Il s’agit d’un étang peu profond, d’origine artificielle, aux eaux relativement pauvres en substances nutritives, à niveau variable, peuplées d’une végétation aquatique assez dense et dont les berges, en pente douce, ont favorisé le développement de ceintures amphibies remarquables. L’étang est ses rives abritent 38 espèces de plantes.
Parmi les espèces aquatiques, il faut citer la Grande Naïade qui peut former localement des peuplements denses en eau peu profonde ou le Potamot à feuilles de graminée, toujours très localisé car inféodé à des eaux acides et transparentes sur des sols non calcaires.
Les ceintures amphibies situées dans la zone de balancement du niveau de l’eau hébergent, quant à elles, plusieurs espèces adaptées à ces conditions très particulières de submersion et d’exondation ; les plus remarquables d’entre elles sont la Gratiole officinale et la Littorelle uniflore, cette dernière pouvant constituer des gazons assez denses, toutes deux en forte raréfaction à l’échelle de la France entière et bénéficiant de ce fait d’un statut de protection officiel sur l’ensemble du territoire national.
Toutes ces espèces sont étroitement dépendantes d’une bonne qualité de l’eau et ne sauraient supporter ni « engraissement » par apports d’engrais en vue d’une pisciculture intensive, ni apports d’effluents ménagers ou agricoles en provenance des habitations situées en périphérie immédiate.
En 2008, la faune de l’étang n’avait pas encore fait l’objet d’un inventaire complet, notamment des oiseaux et des mammifères vivant dans ou grâce au lac.

##### L'étang de Saint-Liguaire
Située à une dizaine de kilomètres au sud-ouest de L’Isle-Jourdain, l’étang de Saint-Liguaire s’étend sur deux communes : Saint-Martin-l’Ars et Le Vigeant. C’est une zone classée d’intérêt écologique, faunistique et floristique (ZNIEFF) qui intègre une petite zone humide développée sur un substrat argilo-acide et comprenant, en fait, deux étangs, ainsi que des lambeaux de lande haute à Bruyère à balais ("brande") et Ajonc nain, et des bosquets de chênaie atlantique en périphérie.
Ces deux étangs ont une surface modeste, peu profonds, aux eaux relativement pauvres en substances nutritives, à niveau variable et dont le profil peu pentu des berges a permis le développement de végétations amphibies bien structurées. La zone a fait l’objet de nos jours d’aménagements à buts cynégétiques qui ont consisté à clôturer les étangs et à introduire et nourrir des canards. Ces aménagements et cette gestion vont modifier à terme le fragile équilibre des habitats aquatiques.
Or ces étangs abritent 62 espèces végétales observées, dont 12 présentent, en effet, un intérêt patrimonial fort en région Poitou-Charentes et 4 bénéficient d’une protection officielle sur l’ensemble du territoire national. Enfin, en arrière des berges, dans la zone non inondable par les eaux, se développe toute une mosaïque d’habitats variés - landes, bas-marais, fourrés - à la flore moins prestigieuse mais formant un tout fonctionnel avec celle des étangs eux-mêmes.
- Achillée sternutatoire.
- Cicendie fluette.
- Germandrée scordium.
- Grande Naïade. C’est une espèce très localisée au niveau régional qui vit dans les eaux même des étangs.
- Gratiole officinale. C’est une espèce en forte régression partout en France qui pousse dans la zone de balancement du niveau de l’eau. C’est une  espèce protégée en France.
- Littorelle uniflore est une plante qui peut former localement des "banquettes" denses. Elle pousse dans la zone de balancement du niveau de l’eau. C’est une  espèce protégée en France.
- Myriophylle à fleurs alternes. C’est une espèce très localisée au niveau régional qui vit dans les eaux même des étangs.
- Petite Brize.
- Pilulaire à globules une curieuse fougère sub-aquatique dont les fruits sont en forme de noisette. C’est une  espèce protégée en France.
- Pulicaire commune. C’est une  espèce protégée en France.
- Scirpe ovale.
- Utriculaire citrine.

### Personnalités liées à la commune
- Jean-Pierre-Armand de La Porte des Vaulx (Le Vigeant, 1826-1890), médecin militaire, membre de la Société des antiquaires de l'Ouest, auteur de nombreux ouvrages relatifs à l'Histoire, l'archéologie et l'hygiène[44],[45].
- Louis Toussaint (1905-1943) né au Vigeant, numéro deux du Réseau Renard, principal groupe de Résistance pendant l'occupation allemande.
- Victimes civiles du 4 août 1944 : Baudoux Louis (46 ans), Beau Aimé (49 ans), Begoin Alexandre (41 ans), Bessard Marie (70 ans), Boutan Pierre (55 ans), Braquemond Abel (64 ans), Brunet Eugène (51 ans), Buisson André (46 ans), Chauvet Louis (24 ans), David Pierre-Alexis (49 ans), David Louis (18 ans), Desgranges Henri (44 ans), Gadomski François (31 ans), Maisonnier Marcel-Henri (50 ans), Perrot Pierre (17 mois), Prouteau Baptiste (73 ans), Rousseau Armand (38 ans), Rousseau Remy (14 ans), Siesel Alfred (46 ans), Tessier André (36 ans).
- Victimes FFI du 4 août 1944 : Alexis Joseph (22 ans), Augry Louis (20 ans), Augry Jean (18 ans), Baudon Henri (22 ans), Bertrand Henri (22 ans), Cordeau Gaëtan (19 ans), Cordeau Raoul (21 ans), Dagan Jean (19 ans), Dulché Raymond (24 ans), Durand Roger (20 ans), Goyer Pierre (20 ans), Guisnel Joseph (25 ans), Heintz Francis (26 ans), Le Guyader François (21 ans), Olivier Jean (22 ans), Perrault Georges (20 ans), Querault Louis (22 ans), Souchaud Gustave (20 ans), Cubaud André (20 ans), Pourichou Pierre (24 ans).

## Sources